# 大型強子對撞機
大型強子對撞機（英語：Large Hadron Collider，縮寫：LHC）是一座位於瑞士日內瓦近郊歐洲核子研究組織（英語：CERN）的對撞型粒子加速器，作為國際高能物理學研究之用。LHC建造完成，于2008年9月10日開始試運轉，並且成功地維持了兩質子束在軌道中運行，成為世界上最大的粒子加速器設施。大型強子對撞機是一個國際合作計劃，由全球85國中的多個大學與研究機構，逾8,000位物理學家合作興建，經費一部份來自歐洲核子研究組織會員國提供的年度預算，以及參與實驗的研究機構所提撥的資金。
大型強子對撞機原计划于2008年正式运行，但因设备故障延迟。2009年11月23日，大型強子對撞機進行了在修復完成後的第一次試撞。2015年4月5日，經過兩年的維護與升級，大型強子對撞機再度啟動，计划于该年夏天進行13TeV質子與質子碰撞實驗，探索未知領域；例如尋找暗物質、分析希格斯機制、研究夸克-膠子等離子體等。2018年12月10日起停止運行，進行更新，2022年4月22日再度投入運轉。

## 設計

CERN大型強子對撞機平面位置圖，圓形軌道位於日內瓦機場西北方

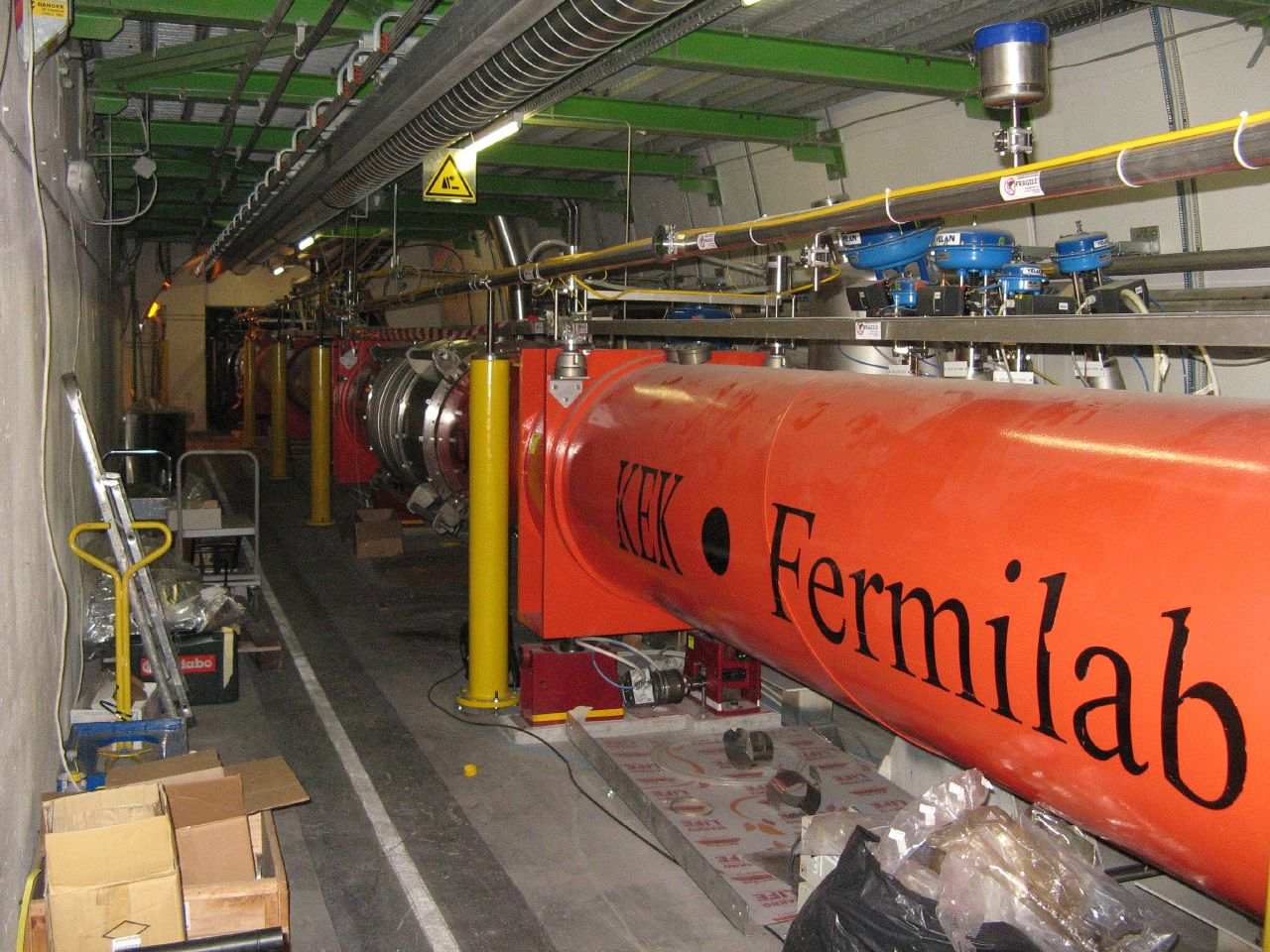
LHC的超導電四極電磁鐵，由費米實驗室合作者所建造

LHC设在一個周长為27公里的圓形隧道內，該隧道因當地地形的起伏而位於地下約50至175公尺之間。這是先前大型電子正子對撞機所使用隧道的再利用。隧道本身直徑三公尺，位於同一平面上，並貫穿瑞士與法國邊境，主要的部份大半位於法國。雖然隧道本身位於地下，尚有許多地面設施如冷卻壓縮機、通風設備、控制電機設備，還有冷凍槽等等建構於其上。
加速器通道中主要为兩個質子束管。由於須維持前所未有高能量的粒子運行，加速管由超導磁鐵所包覆，以液氦冷卻。管中的質子以相反的方向環繞著整個環型加速器運行。除此之外，在四個實驗碰撞點附近，另有安裝其他的二極偏向磁鐵及四極聚焦磁鐵。
兩個對撞加速管中的質子于2018年停机升级前以6.5电子伏特（TeV）的能量對撞，總撞擊能量達13 TeV之多（設計目標為14 TeV）。每個質子環繞整個儲存環的時間為89微秒。因為同步加速器的特性，加速管中的粒子是以粒子團的形式，而非連續的粒子流。整個儲存環將有2808個粒子團，最短碰撞週期為25奈秒。在加速器開始運作的初期，將會以軌道中放入較少粒子團的方式運作，碰撞週期為75奈秒，再逐步提升到設計目標。
在粒子入射到主加速環之前，會先經過一系列加速設施，逐級提升能量。其中，直線加速器Linac 2將產生50 MeV能量的质子，接著質子同步推進器（PSB）提升能量到1.4 GeV，再将质子加速至25 GeV。最後超級質子同步加速器（SPS）可将質子的能量提升到450 GeV。
LHC加速环的四个碰撞点分别设有五个侦测器，其中超環面儀器與緊湊緲子線圈是通用型的粒子偵測器。LHCb（LHC底夸克偵測器）与大型离子对撞机实验（ALICE）为物理目标相对确定的大型探测器。全截面彈性散射偵測器（TOTEM）、LHCf与LHC磁单极子与奇异物质探测器（MoEDAL）則是較小型的专用偵測器。
LHC也可以用來加速對撞重離子，例如鉛離子因其荷質比（電荷和質量的比值）可加速到1150 TeV。
由於LHC有著對工程技術上極端的挑戰，安全的確保是極其重要的。當LHC開始運作時，磁鐵中的總能量高達100億焦耳，而粒子束中的總能量也高達7.25億焦耳。只需要10−7總粒子能量便可以使超導磁鐵脫離超導態，而丟棄全部加速器中的粒子可相當於一個小型的爆炸。
LHC於2010年3月20日首度成功進行了粒子撞擊實驗，並創造了高達7 TeV的龐大能量。

## 研究主題

一張描述LHC如何產生希格斯玻色子的費曼圖。在圖中，兩個夸克各放射出一個W及Z玻色子，進而融合成一個希格斯玻色子。

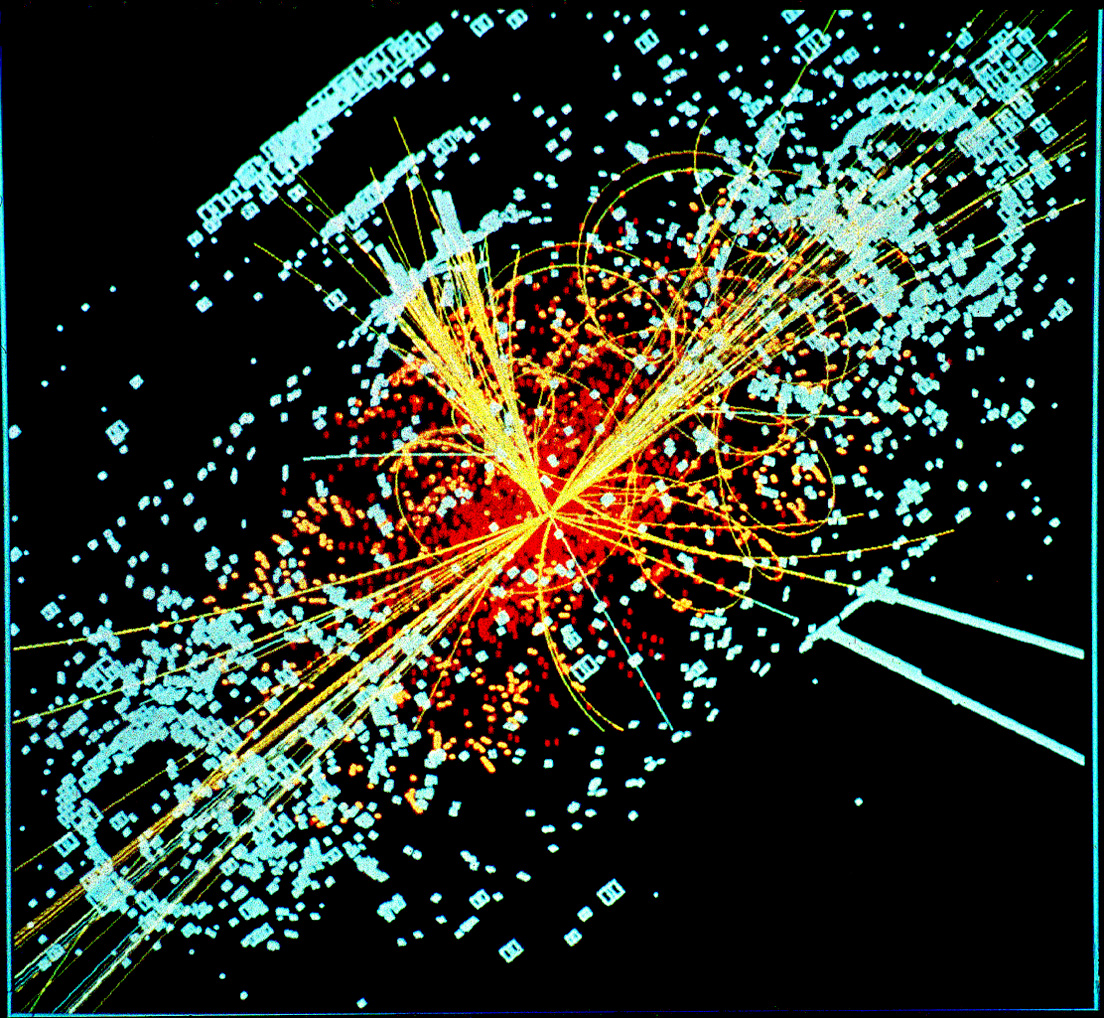
在CMS偵測器中希格斯玻色子衰變的模擬事例重建圖。（event display）

物理學家希望藉由加速器對撞機來幫助他們解答下列的問題：
- 標準模型中所流行的造成基本粒子質量的希格斯機制是真實的嗎？真是如此的話，希格斯粒子有多少種，質量又分別是多少？[5]
- 為何萬有引力相對於其他作用力是如此地微弱？當重子的質量被更精確的測量時，標準模型是否仍然成立？
- 自然界中粒子是否有相對應的超對稱粒子存在著？詳見階層問題（英语：Hierarchy problem）。
- 為何物質與反物質是不對稱的？詳見CP破壞。
- 有更高維度的空間（卡魯扎-克萊因理論）存在嗎？我們可以見到這啟發弦論的現象嗎？
- 宇宙有96%的質能是目前無法觀測到的暗物質與暗能量，這些质能到底由什么组成？
- 在标准模型中有存在于预言之外的其他色夸克存在吗？
- 在早期宇宙、以及如今某些物体中存在的夸克-胶子等离子体的性质和属性是怎样的？

## 重離子對撞機
雖然LHC的物理實驗計劃著重於研究質子對撞後的現象，然而每年持续一個月的短期重離子對撞也在實驗計劃之中。雖然其他較輕的離子對撞實驗也是可行的，目前主要的規劃為鉛離子的對撞實驗。

## LHC升級計劃
有提議在十年內LHC需要提昇一次硬體性能，認為LHC需要作基本的硬體修改以提升它的亮度（單位截面碰撞發生的頻率）。理想中LHC升級的途徑將是包含增加粒子束的流量，以及修改兩個需要高亮度的區域：ATLAS與CMS這兩個偵測器來配合。下一代超大型強子對撞機的入射能量需增加到1 TeV，因此前置入射裝置也需升級，特別是超級質子同步加速器的部份。

## 經費支出
LHC的建造經費最初是1995年通過的一筆26億瑞士法朗，另有一筆兩億一千萬元瑞士法朗的經費作為實驗之用，然而經費超支。在2001年的一次主要審核預期，將需增加四億八千萬元瑞士法朗在加速器的建造，與五千萬元瑞士法朗的支出在實驗運作上。同時，由於CERN年度預算的縮減，LHC的完工日期由2005年延後到2007年四月，以使用更多年度預算來支付。其中增加的一億八千萬元瑞士法朗，用於超導磁鐵的製造。另外尚有在興建放置CMS的地下洞穴時遇到的技術困難。預期的建造總額約為八十億美元。

## LHC@Home
LHC@home是一個分散式計算計劃，用來支持LHC興建與校正之用。這個計劃使用BOINC平台，以模擬粒子如何在加速器隧道中運行。有了這項資訊，科學家便可以決定如何放置磁鐵與調整功率，來達到加速軌道運行的穩定。

## 安全顧慮
CERN進行了一些研究調查，檢視是否有可能產生例如微黑洞、奇異物質或是磁單極等危險的事件。这份报告認為「我們找不到任何可以證實的危害」。例如，除非某個未經證實的理論是對的，否則是不可能產生出微黑洞的。即使真有微黑洞產生了，黑洞很快就會透过霍金輻射蒸發消失，所以不会造成任何危害。而像LHC這樣高能量的加速器的安全性，最有力的論點在於一個簡單的事實：宇宙射線的能量比起LHC要强许多；太陽系從形成到現在這麼多年下來，都不斷地被宇宙射線轟擊。LHC既沒有產生出微黑洞、奇異物質或是磁單極，太陽、地球和月球也都沒有因此被摧毀。

## 建設意外與延遲

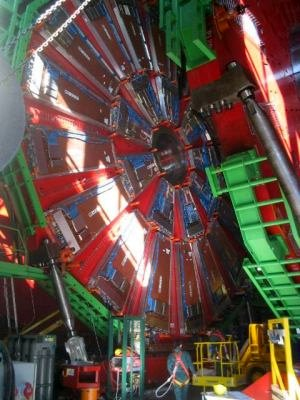
LHC的緊湊緲子線圈（CMS）偵測器

2005年10月25日，因為起重機載貨的意外掉落，造成一位技術人員喪生。
2007年3月27日，由費米實驗室所負責建造，一個用於LHC內部的三極低溫超導磁鐵（屬於聚焦用四極磁鐵），因為支撐架的設計不良，在壓力測試時發生破損。雖然沒有造成人員的傷亡，但是卻嚴重影響了LHC開始運作的時程。費米實驗室主任皮耶·奧登（Pier Oddone）說道：「在這個案例中，我們驚訝地發現到，一個簡單的靜力平衡被疏忽了。」這個錯誤存在原始的設計中，而且經過多年來數次的審核都沒有發現。分析發現，為了縮小支撐架的粗細來達成束流管更佳的絕緣效果，卻因此不足以支撐壓力測試時所施加的外力。詳細的內容可見於費米實驗室的對外說明，CERN也同意其內容。修復損壞的磁鐵，並且補強八個同型的磁鐵造成了LHC預計開始運行的時程，因此延遲到2007年11月。
2008年9月19日，LHC第三與第四段之間，冷卻超導磁鐵用的液氦發生了嚴重的洩漏，佔總量約1/3的高達6噸液氦洩漏到隧道中。目前據推測是由於費米實驗室負責建造的超導體磁鐵，在聯接兩個的連接匯流排焊接不良，在超導高電流的情況下產生了熱量使得超導體脫離超導態。電流經過瞬間的高電阻形成了電弧，打穿了冷卻設備的液氦儲存槽所造成的。依據CERN的安全條例，必需將磁鐵升回到室溫後詳細檢查才能繼續運轉，這將需要三到四週的時間。要再冷卻回運作溫度，也是得經過三四週的時間，如此即使直接替換掉損壞的元件不進行補強作業，也還是正好遇上預定的年度歲修時程，因此要開始運作將至少可能延遲至2009年春天。
2008年10月16日，CERN發佈了關於液態氦洩漏事件的調查分析，証實了先前推測的為兩超導磁鐵間焊接點不良所造成的。由於安全條例確實地實行、安全設計皆有正常工作、並且替換用的零件都有庫存，依目前CERN於2008年12月5日公佈的時程，LHC將於2009年夏天開始恢復運轉。
根據2009年4月30日CERN的最新公報，LHC最後的一段偏向磁鐵維修完成并放置回隧道當中，自2008年9月19日洩漏事件以來毀損的磁鐵維修作業終於告一段落。接下來的工作，將專注於完成磁鐵間的連結工作以及預防未來類似洩漏事件的加強監控與補強作業。在此次的維修作業中，LHC第三第四段間共有53個磁鐵被替換掉。其中有16個損傷不大的磁鐵是以良品維修的方式來處理，而另外37個損壞較嚴重的部份則是直接由備品替換。這些替換下來的磁鐵將在維修之後作為將來的備品料件使用。目前LHC管理部門所規劃的時程，仍依照2009年2月9日CERN所公佈的，將於九月底啟動運轉，並預計十月開始對撞實驗。

## 發現
2012年7月4日，CERN宣布緊湊緲子線圈发现质量为125.3±0.6 GeV的新玻色子，标准差为4.9；超環面儀器发现质量为126.5 GeV的新玻色子标准差为4.6。物理學者认为这两个粒子可能就是希格斯玻色子。歐洲核子研究組織的所长说：“从一个外行人的角度来说，我们已经发现希格斯玻色子了；但从一个内行人的角度来说，我们还需要更多的数据。”
一旦將其它種類的緊湊緲子線圈相互作用納入計算，這兩個實驗達到局部統計顯著性5個標準差──錯誤機率低於百萬分之一。在新闻发布之前很長一段時間，兩個團隊彼此之間不能互通訊息，這樣才能確保每一個團隊得到的結果不會受到另一個團隊的影響而發生任何偏差，這也可以讓兩個團隊各自獨立得到的研究結果可以彼此相互核對。
如此規格的證據，通過兩個被隔離團隊與實驗的獨立確定，已達到確定發現所需要的正式標準。歐洲核子研究組織的治學態度非常嚴謹，不願意引人非議；歐洲核子研究組織表明，新發現的粒子與希格斯玻色子相符，但是物理學者尚未明確地認定這粒子就是希格斯玻色子，仍舊需要更進一步蒐集與分析數據才能夠做定論。換句話說，從實驗觀測顯示，新發現的玻色子可能是希格斯玻色子，很多物理學者都認為非常可能是希格斯玻色子，現在已經證實有一個新粒子存在，但仍舊需要更進一步研究這粒子，必需排除這粒子或許不是希格斯玻色子的任何可疑之處。7月31日，CERN的緊湊緲子線圈小組和超環面儀器小組分別提交了新的偵測結果的論文，將這種疑似希格斯玻色子的粒子的質量確定為緊湊緲子線圈的125.3 GeV（統計誤差：±0.4、系統誤差：±0.5、統計顯著性：5.8個標準差）和超環面儀器的126.0 GeV（統計誤差：±0.4、系統誤差：±0.4、統計顯著性：5.9個標準差）。
2013年3月14日，CERN發佈新聞稿表示先前探測到的新粒子是希格斯玻色子。
2014年11月9日，歐洲核子研究組織宣布發現2種次原子粒子Xi_b'-和Xi_b*-，都屬於重子（baryon）粒子家族。這兩種粒子包括1個底夸克、1個奇夸克和1個下夸克。

## 外部連結
- 大型強子對撞機計畫網頁
- 加速器物理的挑戰

從空中鳥瞰大型強子對撞機的地理環境，雖然結構大部分在法國境內，但是主要的建築則多在瑞士。

- BOSTON.COM BigPicture:Large Hadron Collider nearly ready （页面存档备份，存于）
- 為「大理論」的探索加溫 （页面存档备份，存于）（BBC UK）
- Compact Muon Solenoid（CMS）
- Compact Muon Solenoid （页面存档备份，存于）（美國合作者）
- ATLAS （页面存档备份，存于）
- ATLAS （页面存档备份，存于）（日本合作者）
- LHC - ATLAS實驗，包含虛擬實境（VR）環景照片（需安裝Quicktime）
- Alice實驗（页面存档备份，存于）
- LHCb實驗（页面存档备份，存于）
- TOTEM實驗 （页面存档备份，存于）
- LCG - LHC計算網格
- LHC啟動計劃，包含日期，能量與亮度
- 大型強子對撞機：加速器和實驗－－1600頁的技術文件 （PDF格式）

46°14′N 06°03′E / 46.233°N 6.050°E